# Giffoni Valle Piana
Giffoni Valle Piana là một đô thị (comune) thuộc tỉnh Salerno trong vùng Campania của Ý. Giffoni Valle Piana có diện tích km2, dân số là người (thời điểm ngày).